# Marcia Schvartz
Marcia Schvartz (Buenos Aires, 24 de marzo de 1955) es una artista argentina multifacética, que ha desarrollado un lenguaje expresivo a través de la pintura, el dibujo, instalaciones, performance, intervención de espacios públicos y audiovisuales.

## Reseña biográfica
Estudió en la Escuela Nacional de Bellas Artes "Manuel Belgrano" y, tras abandonar dichos estudios, pasó fugazmente por los talleres Ricardo Carreira; grabado con Aída Carballo, serigrafía con Jorge Demirjian y pintura con Luis Felipe Noé.
En su juventud, fue militante por la Juventud Peronista, razón por la cual debió exiliarse en Barcelona, España en la época de la dictadura. Duros momentos presidieron esa época de su vida, persecución, exilio y muerte de amigos la marcaron y también a su obra. De esta etapa se pueden observar las series  basada en el recuerdo y homenaje a Liliana Maresca e Hilda Fernández, amigas, compañeras de trabajo y militancia.
Su pintura es crítica y expresiva. Su obra tiene por protagonistas a los marginados y alienados habitantes que recorren la ciudad, la pobreza, la prostitución y la soledad. Su pintura refleja el contexto social y político argentino y es de carácter simbólico. Cada uno de sus cuadros, cada uno de sus elementos, cuenta una historia y nunca ofrecen una imagen derrotista.
También se destacan entre otras de sus obras, sus series de paisajes y cactus, retratos de barrio y eventos multi-mediáticos; todos, referidos a vivencias de viajes en las distintas provincias.
Se encuentra radicada en la Argentina. 

## Producción de la artista
Exhibió sus obras en galerías y museos nacionales e internacionales. Siendo sus principales exposiciones individuales: Museo Nacional de Bellas Artes (1999); Centro Cultural Ricardo Rojas (1998); Centro Cultural Recoleta (1997); Museo de Arte Hispanoamericano Isaac Fernández Blanco (1994); Galería Subdistrito Comercial de Arte, San Pablo, Brasil (1990); Fundación Banco Patricios (1990); Galería Jacques Martínez (1998); Galería Ruth Benzacar (1986, 1984); Galería Ciento, Barcelona (1981); Galería Lleonart, Barcelona (1980). En 2016 se presentó una retrospectiva de su obra en el Museo Fortabat. Su obra estuvo expuesta en el Pabellón Argentino de la Bienal de Venecia en 2011.

## Premios
- 1982- Mención Premio Bienal Fundación Arché. Buenos Aires, Argentina.
- 1983- Mención Premio Encotel. Buenos Aires, Argentina.
- 1987- Mención de Honor, Bienal de Pintura del Museo de Arte de Maldonado, Uruguay.
- 1989- Segundo Premio "Movado", Asociación Argentina de Críticos de Arte. Buenos Aires, Argentina.
- Premio Mejor Artista Joven 1987/88. Asociación Argentina de Críticos de Arte. Buenos Aires, Argentina.
- 1992- Primer Premio, XXXVII Salón Municipal de Artes Plásticas Manuel Belgrano. Buenos Aires, Argentina.
- 1996- Primer Premio, Salón Hugo del Carril. Museo de Arte Moderno. Buenos Aires, Argentina.
- 1997- Mención, Premio Fortabat. Museo Nacional de Bellas Artes. Buenos Aires, Argentina.
- 1998- Primer Premio de Pintura Constantini por su obra "Ainda".
- Primer Premio de Dibujo en el Salón de Santa Fe por su obra "Elba". Buenos Aires, Argentina.
- Mención de Pintura en el Premio Fortabat, por su obra "Frutos". Buenos Aires, Argentina.
- Premio "Leonardo" en el rubro "Artista del Año", otorgado por el Museo Nacional de Bellas Artes y Canal (á). Buenos Aires, Argentina.
- 2001- Mención en Cerámica, XC Salón Nacional de Artes Visuales. Buenos Aires, Argentina.
- 2002- Konex de platino pintura, quinquenio 1997-2001. Buenos Aires, Argentina.[10]
- 2007- Premio Roger Pla a la exhibición individual de artista nacional del año, Marcia Schvartz JP Joven Pintora, en el Museo de Artes Plásticas Eduardo Sívori, Buenos Aires por la Asociación  Argentina de Críticos de Arte (AACA). Buenos Aires, Argentina.[11]